# L. W. F. Model V Tractor
L. W. F. Model V Tractor je americký dvoumístný cvičný a pozorovací dvouplošník. Prototyp vznikl v roce 1916 a od následujícího roku byl vyráběn sériově pro armádu USA. Letoun sloužil v době 1. světové války ve výzbroji československých legionářů. Jediný zachovaný kus je od roku 1939 součástí sbírek Národního technického muzea, kde je trvale vystaven ve stálé expozici.

## Specifikace

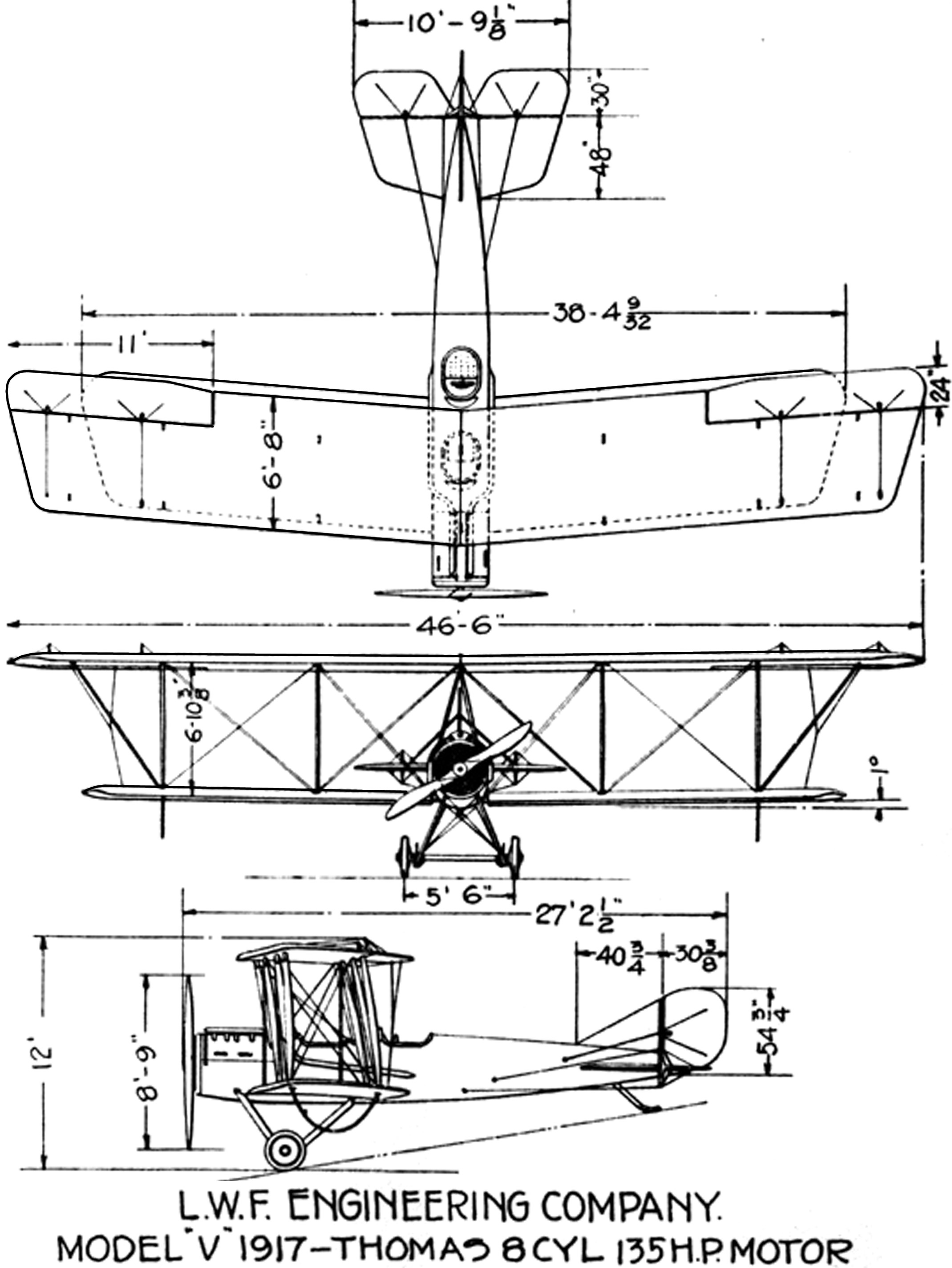
Třípohledový nákres

### Technické údaje
- Rozpětí horního křídla: 14,20 m
- Rozpětí dolního křídla: 12,80 m
- Délka trupu: 7,05 m
- Šířka trupu: 0,8 m
- Motor: vidlicový osmiválec

### Výkony
- Maximální rychlost: 140 km/h
- Vytrvalost: 4 h